# 東京大学大学院理学系研究科附属ビッグバン宇宙国際研究センター
東京大学大学院理学系研究科附属ビッグバン宇宙国際研究センター（とうきょうだいがくだいがくいんりがくけいけんきゅうかふぞくビッグバンうちゅうこくさいけんきゅうセンター、英: Research Center for the Early Universe）は、東京大学大学院理学系研究科・理学部の附属施設の一つで、ビッグバン宇宙の創生・進化を研究し、その中での物質とエネルギーの振る舞いを明らかにすることを目的としている研究センターである。略称はビッグバンセンター、RESCEU。

## 沿革
文部省中核的研究拠点形成プログラム (COE) として東京大学理学部の研究課題「初期宇宙の探求」が採択されたのに伴い、1995年7月に「初期宇宙研究センター」(Research Center for the Early Universe, RESCEU) が5年間の期限付きで理学部内に設置された。1999年4月には、文部省令によって期限付きの研究センターから恒久的な研究機関である「ビッグバン宇宙国際研究センター」に組織変更され、恒久的な研究活動が認められることになった。なお、COE「初期宇宙の探求」は期間が2年延長されて2001年までとなったため、1999年から2001年までは両センターが共存していた。

## 組織
ビッグバン宇宙国際研究センターは素粒子論的宇宙論部門、初期宇宙論部門、初期宇宙データ解析部門の3研究部門からなる。また、大学院理学系研究科の物理学専攻・天文学専攻および天文学教育研究センターの一部の教員も研究協力者として参画しているほか、学際理学講座担当の高エネルギー加速器研究機構の研究者も一部参加している。これによって、宇宙の創生と進化の研究が、理論・観測・実験とさまざまな観点から、有機的な関連を持ちながら行われていることが、大きな特徴である。

### 各部門
- 初期宇宙論部門は、場の量子論、一般相対論、素粒子物理等の基礎理論を用いて、宇宙の創生とインフレーション、相転移と位相欠陥の生成、バリオン・ダークマター・ダークエネルギーの起源、密度ゆらぎの生成と進化、修正重力理論などの研究を行うことによって、宇宙の創生と進化を基礎理論からトップダウン的に明らかにする。
- 初期宇宙データ解析部門では、観測論的宇宙論の立場から、観測データを基に宇宙の進化をボトムアップ的に明らかにする。特に、初期天体の形成と超新星爆発による銀河の化学進化の理論計算と観測の比較によって、宇宙史を明らかにすることが大きなテーマとなっている。
- 素粒子論的宇宙論部門は、理学系研究科内唯一の外国人客員教授のポストであり、毎年3名程度、海外から著名な研究者が客員教授として滞在し、関連教員や大学院生と共同研究を行っている。

### 学内・学外からの進学
東京大学大学院理学系研究科の共通研究センターの位置付けである。大学院生を物理学専攻と天文学専攻から受け入れている。

## 研究
現在の標準的な宇宙論によれば、宇宙は137億年の昔、インフレーションと呼ばれる急激な膨張期を経た後、熱い火の玉（ビッグバン）として生まれ、それが膨張冷却する中で、ガスや暗黒物質が重力で集まり、銀河や星が生まれ、今日の豊かな階層構造を持つ姿に進化してきたと考えられている。センターはこうした宇宙の創生と進化を根本から解明するため、一方では物理学の基本法則に基づく理論研究や計算機シミュレーション、他方では最新の技術を駆使した実験・観測を車の両輪ととらえ、それらを組み合わせ、三段階のアプローチで研究を進めている。その第一は、通常の物質（バリオン）の示すさまざまな形態・挙動・エネルギー状態を知ること、第二はバリオンの情報を通して背後にある暗黒物質の正体を解き明かすこと、そして第三にはそれらを踏まえ、宇宙を操る暗黒エネルギーの性質や起源に迫ることである。
これらの研究を遂行するため、現在、ビッグバン宇宙国際研究センターでは以下の7つの共同研究プロジェクトが行われている。
1. 初期宇宙進化論（宇宙の創生とインフレーション、バリオン・ダークマター・ダークエネルギーの起源、観測的宇宙論、太陽系外惑星等）
2. 銀河進化論（スーパーコンピュータによる銀河の化学進化のシミュレーション等）
3. 銀河と宇宙構造の進化（可視光と赤外線による観測的宇宙論　スローン・デジタル・スカイサーベイ）
4. 地上サブミリ波観測（富士山頂サブミリ波望遠鏡、チリのアタカマ砂漠におけるサブミリ波観測ALMA）
5. 飛翔体を用いた宇宙観測（すざく衛星によるX線、ガンマ線天文学、南極での気球による宇宙線反陽子観測）
6. 暗黒物質・太陽アクシオン直接検出（アクシオン望遠鏡Sumiko）
7. 重力波探査 (KAGRA, DECIGO)

## 関連研究機関
ビッグバン宇宙国際研究センターは東京大学大学院理学系研究科の附属センターではあるが、「国際研究センター」という名称からも分かるように、東京大学の共通研究センターとして、国内外の研究所との間で協定を締結するなどして、世界5大陸の研究機関と協力関係を持っている。
その他、研究成果や観測データ、さらには教員ならびに研究者の相互交流を通じて天文学・宇宙物理学に関連する研究機関や研究室との間でも密接な関係を保っている。

## 所在地
ビッグバン宇宙国際研究センターは東京大学本郷キャンパスの理学部4号館6階に設置されている。

### 管理運営機関
- 東京大学
  - 東京大学大学院理学系研究科
- 文部科学省
  - 21世紀COEプログラム

### 開発観測装置
- マグナム望遠鏡
- 富士山頂サブミリ波望遠鏡

### 関連機関
- 東京大学大学院理学系研究科附属天文学教育研究センター
- カブリ数物連携宇宙研究機構
- 東京大学宇宙線研究所
- 国立天文台
- 宇宙航空研究開発機構
  - 宇宙科学研究所
- 高エネルギー加速器研究機構